# レナータ・セベレディ
レナータ・セベレディ（Renata Szebeledi、1993年8月2日 - ）は、ハンガリーのプロボクサー。ブダペスト出身。本名はセベレーディ・レナータ・バルバラ（Szebelédi, Renáta Barbara）。第4代WBC女子世界フライ級王者。

## 来歴
2008年8月1日、ピアトラ・ネアムツでコリーナ・カーレスクと対戦し、0-3の判定負けを喫しデビュー戦を白星で飾れなかった。
2009年12月28日、ノヴェー・ザームキでガブリエラ・ヴィクゼと対戦し、プロ6戦目にして初勝利となる4回判定勝ちを収めた。
2010年1月8日、ノヴェー・ザームキでマリアンナ・グヤーシュと対戦し、プロ初のKO勝ちとなる2回1分57秒TKO勝ちを収めた。
2010年1月23日、サヴェルヌでナディア・ホックミと対戦し、6回判定負けを喫した。	
2010年5月15日、ブダペストでマリアンナ・グヤーシュと対戦し、4回判定勝ちを収めた。
2010年6月9日、ブダペストでガブリエラ・ヴィクゼと対戦し、初回36秒TKO勝ちを収め再起4連勝を果たした。
2010年9月12日、イースト・ロンドンでウナティ・ムエケニとWBF女子世界スーパーバンタム級王座決定戦を行い、0-3（93-98、92-98、90-100）の判定負けを喫し王座獲得に失敗した。
2010年11月27日、ロストフ・ナ・ドヌでオクサナ・ヴァシリエヴァとWBF女子世界フェザー級王座決定戦を行い、0-3（2者が91-99、90-100）の判定負けを喫し王座獲得に失敗した。
2010年12月14日、ブダペストでUBO女子世界スーパーバンタム級王座決定戦を行い、4回36秒TKO勝ちを収め王座獲得に成功した。
2011年6月4日、ジェールでエヴァ・マルクとハンガリー女子バンタム級王座決定戦を行い、6回1秒TKO勝ちを収め王座獲得に成功した。
2011年7月2日、レムゴーでピア・マゼラニックとWBF女子世界バンタム級王座決定戦を行い、3-0（96-94、97-92、95-94）の判定勝ちを収め王座獲得に成功した。 
2012年4月14日、ヴィチェンツァでIBF女子世界スーパーフライ級王者シモーナ・ガラッシと対戦し、0-3（3者とも94-96）の判定負けを喫し王座獲得に失敗した。 
2012年5月12日、ブダペストでエヴァ・マルクと対戦し、8回35秒TKO勝ちを収め初防衛に成功した。
2012年10月27日、パドヴァでシモーナ・ガラッシとWBC女子世界フライ級王座決定戦を行い、3回1分49秒TKO勝ちを収め王座獲得に成功した。
2013年5月19日、和歌山市の和歌山ビッグウエーブで真道ゴーと対戦し、0-3（3者とも90-100）の判定負けを喫し初防衛に失敗、王座から陥落した。

## 戦績
26戦：16勝（10KO）10敗

## 獲得タイトル
- UBO女子世界スーパーバンタム級王座
- ハンガリー女子バンタム級王座
- WBF女子世界バンタム級王座
- 第4代WBC女子世界フライ級王座（防衛0）